# Gorenja vas pri Leskovcu
Gorenja vas pri Leskovcu je naselje v Občini Krško.
Nahaja se v neposrednji bližini naselja Velika vas pri Krškem.